# ورفيلد (باركشير)
ورفيلد (بالإنجليزية: Warfield)‏ هي قرية و أبرشية مدنية تقع في المملكة المتحدة في إنجلترا.  يقدر عدد سكانها بـ 9,226 نسمة .